# Bandring
Die Bandring ist eine Schleuder aus Indonesien.

## Beschreibung
Die Bandring besteht aus Seilen die aus Naturfasern geflochten sind. Die beiden Griffenden bestehen aus rund geflochtenem Seil. Das Netz um das Schleudergeschoss aufnehmen zu können besteht aus mehreren dünnen Seilen, die zu einem Netz geflochten sind. Als Geschoss wurden runde Steine benutzt. Diese Waffe ist erstmals im Krieg gegen das britische Militär erwähnt (1812). Die Bandring wird von Ethnien aus Java benutzt.